# 우일
우일(1983년 2월 12일 ~)은 대한민국의 가수이자 음악PD이다.
2006년에 음악 그룹 5tion의 일원으로 데뷔하였으며, 2007년 결성한 Heal the soul이라는 funky 밴드를 이끌며 독자적인 음악세계를 구축하였다.
2011년 2월 15일 군에 현역으로 입대하여 2012년 11월 15일 만기전역하였으며, 2012년 4월 5tion 탈퇴 후 2013년 1월 디지털 싱글 '너무 아파' 발매를 시작으로 대한민국 남자 솔로가수로서 왕성한 활동을 펼쳤다. 특히 가슴아픈 사랑 이야기로 20대의 공감을 일으킨 '고무줄'과 서울의 핫플레이스 중 하나인 경리단길을 알리는 데 일조한 곡 '경리단길'이 수록된 '우일;세 번째 이야기'는 가수 우일이 아티스트로서의 입지를 굳건히 하게 된 앨범이라 평가받고 있다.
2014년에는 프로젝트 밴드 'My new page'의 메인보컬로써 정기적인 홍대 소규모 공연을 실시하기도 하였으며, 2015년에는 5tion의 1집멤버 이현과 황성환, 3집멤버 유석호, 김찬민과 함께 그룹 REBRO를 결성하여 한국과 일본 양국을 오가며 다수의 공연을 펼친 바 있다.
2018년 현재 열두번째 이야기까지 발매시킨 우일은 최근 꿈과 희망에 관한 이야기들로 채워진 연작을 발매하였다.
그리고 2016년, 이전과는 다른 행보로 가수로서의 모습뿐만 아니라 작곡가 및 음악PD로서의 역량을 발휘했다. 5tion의 메인보컬들로 이루어진 RE-BRO와 더불어 신인 보컬그룹 CIRCUS CRAZY의 디지털 싱글 2장을 연속으로 발표하며 대중들에게 프로듀서로써의 기량을 확인시켯고, 2017년엔 전문보컬육성 엔터테인먼트인 W2B 엔터테인먼트 (더블유투비엔터테인먼트)를 런칭하며 국내 한류가수들의 일본현지 콘서트와 음반 발매등을 제작,기획하고 있다. 2018년도엔 3년만에 가수로 돌아온 이기찬의 '있나요' 보관됨 2018-05-05 - 웨이백 머신 앨범과 더불어 신인가수 P-38의 (shooting star) 등을 연속 발매시켯다.
2018년 11월본격적인 신인 양성발굴을 위한 일환으로 브랜드뉴뮤직의 신인개발 본부장이었던 장유진을 영입하며 전문 음반레이블 블랙와이뮤직을 런칭하였다.
MBC언더나인틴에서 크러쉬의 소파를 불러 큰 화제가 되었던 지진석군이 소속되어 있다.

## 대표작

### 주식회사 W2B ENTERTAINMENT 설립
- 2017년 4월29일 주식회사 W2B ENTERTAINMENT 설립
- 2017년 8월12일 대표자 취임
- 2018년 11월 2일 음반레이블 BLACK Y MUSIC 설립

### 음반

#### 5tion
- 2006.02.01 3집앨범 《Deal in coal》
- 2010.10.06 디지털 싱글 《우리 다시 사랑하자》
- 2011.01.16 디지털 싱글 《내 사람인가봐》
- 2011.04.13 매니 OST Part 1《하늘이 준 사랑》

#### Heal the soul
- 2010.09.28 디지털 싱글 《Mosquito》
- 2010.12.22 디지털 싱글 《힐 더 소울(Heal the soul)》

#### 솔로
- 2013.01.23 디지털 싱글 《우일;첫번째 이야기_너무 아파》
- 2013.06.03 디지털 싱글 《우일;두번째 이야기_토닥토닥》
- 2014.02.04 디지털 싱글 《고무줄》
- 2014.02.11 앨범《우일;세번째 이야기》
- 2014.07.30 디지털 싱글《우일;네번째 이야기_Dance with me》
- 2014.09.29 디지털 싱글《우일;다섯번째 이야기_늑대들》
- 2014.10.24 디지털 싱글《우일;여섯번째 이야기_10월 18일》
- 2014.11.18 디지털 싱글《우일;일곱번째 이야기_잘 지내란 거짓말》
- 2015.01.27 디지털 싱글《우일;여덟번째 이야기_그만두자》
- 2015.03.12 디지털 싱글《우일;아홉번째 이야기_멈추지 말아줘》
- 2015.09.14 디지털 싱글《우일;열번째 이야기_그래도 나는》
- 2018.03.04 디지털 싱글《우일;열한번째 이야기_life’s like gray》
- 2018.05.04 디지털 싱글《우일;열두번째 이야기_DREAMER》
- 2018.08.03 디지털 싱글《우일;열세번째 이야기_TIME/LOVERS》
- 2018.09.08 디지털 싱글《우일;열네번째 이야기_슬픈오후》
- 2018.11.09 디지털 싱글《우일;열다섯번째 이야기_가을이라 다행이야》
- 2019.03.24 디지털 싱글《우일;열여섯번째 이야기_IT`S YOU》
- 2020.12.06 디지털 싱글《우일;열일곱번째 이야기_열살차이》
- 2021.01.25 디지털 싱글《우일;열여덟번째 이야기_도화지》
- 2021.02.23 디지털 싱글《우일;열아홉번째 이야기_세상에 나올 땐 분명히 모두가 웃으며 반겻는데》
- 2021.04.28 디지털 싱글《우일;스무번째 이야기_아스라이》

#### My new page
- 2014.12.18 디지털 싱글 《My new christmas》

#### Rebro
- 2015.06.11 디지털 싱글 《Reunited Brothers》
- 2015.08.17 디지털 싱글 《Encourage》

### 프로듀싱
- 2010.04.21 미스터팡 "누나 한잔해"
- 2010.05.07 이현 싱글 "2 step"
- 2014.05.26 한수아 "162"
- 2016.08.18 Circus Crazy "소년의 일기“
- 2017.06.07 Circus Crazy "romantic drama“
- 2018.01.26 WINN "이밤은 기니까"
- 2018.04.07 P-38 "shooting star"

### 피쳐링
- 2009.06.16 씨팍 1집 "hybrid soul" - 사랑해서 미안해
- 2010.04.21 미스터팡 "누나 한잔해" - 과일같은 여자
- 2010.05.07 이현 싱글 "2 step"
- 2010.08.19 2NISE 싱글 "왜이래"
- 2011.09.23 CMYK 싱글 "엄마는 그래도 되는 줄 알았어"
- 2014.02.25 공장소녀  "더 고스트"
- 2014.05.26 한수아 "162"

### 방송
- MBC 김제동의 《말달리자》 (강원도 청년)